# Jean de Beaumetz
Jean de Beaumetz   (Beaumetz-lès-Loges, 1335 - Borgonya, 16 d'octubre de 1396 (Gregorià)) és un pintor francès del segle XIV, que va treballar per al duc de Borgonya, Felip II el Temerari.

## Biografia
De la seva vida se'n tenen informacions fragmentàries i sovint imprecises. Se sap que va estar actiu primer a París i Valenciennes, i després va esdevenir el pintor del duc de Borgonya (vers el 1376), succeint a Jean d'Arbois. Va treballar al palau ducal i a la Sainte-Chapelle de Dijon, abans de ser encarregat de la direcció del taller de pintura de la prestigiosa obra de la Cartoixa de Champmol.
Per encàrrec del duc de Borgonya, amb contracte datat l'any 1386, va crear diversos retaules per a l'església i una sèrie de plafons al tremp sobre fusta que havien de servir per decorar les vint-i-sis cel·les del gran claustre. D'aquesta sèrie només se'n conserven dos panells representant el Crist a la creu als museus de Cleveland i del Louvre de París, de vegades atribuïts al pintor, de vegades a membres del seu taller.
Cal remarcar que el panell del Louvre és una de les escasses representacions del Crist crucificat totalment nu que es pot trobar a la pintura post medieval europea, reflectint amb més precisió la realitat de les crucifixions romanes.
Amb l'arquitecte Drouet de Dammartin i l'escultor Claus Sluter, també implicats en la construcció de la Chartreuse, participà en la decoració d'altres edificis ducals: els castells de Germolles, de Rouvres i d'Argilly.
A la seva mort el 1396, va ser substituït en les seves funcions per Jean Malouel.

## Obra
La seva pintura ha estat descrita com un exemple de "lirisme delicat" i de l'"art aristocràtic" del seu temps. L'obra de Beaumetz testimonia tant l'esplendor del mecenatge borgonyès com el grau de sofisticació assolit per la pintura del nord d'Europa al segle XIV.
- Crist a la creu amb un cartoixà resant (entre 1390 i 1395), Museu d'Art de Cleveland, Ohio.
- Crist a la creu amb una cartoixa resant (entre 1389 i 1395), Museu del Louvre, París.

## Galeria d'imatges

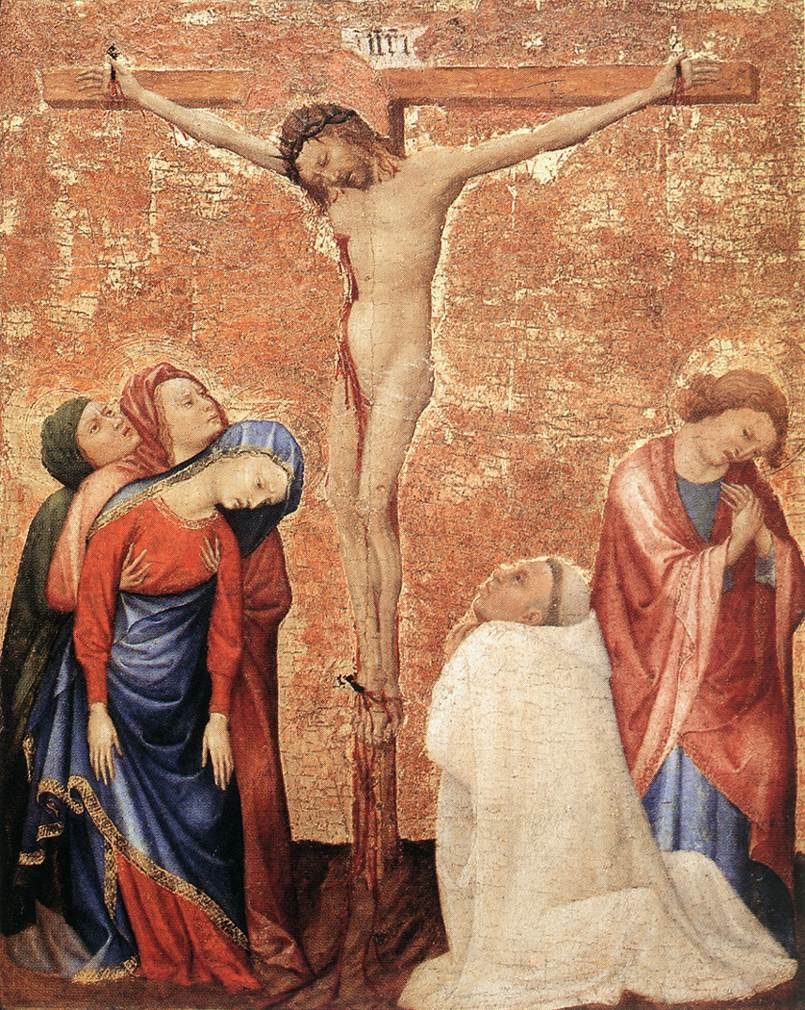
Versió del Crist a la creu amb cartoixà (1389-95) conservada al Museu del Louvre, obra de Jean de Beaumetz. Aquesta és una de les poques representacions postmedievals de la Crucifixió amb el Crist nu.
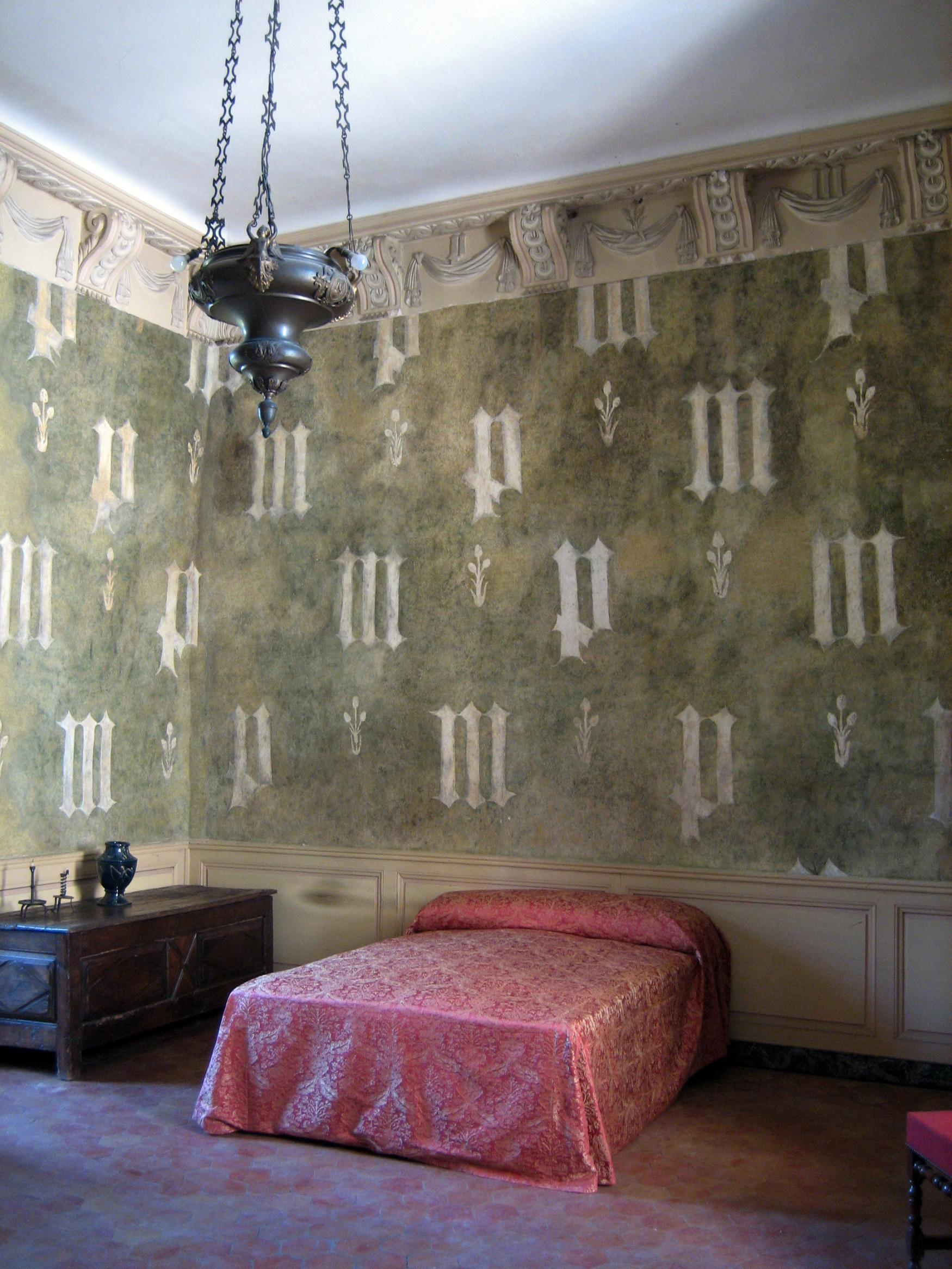
Murals del vestidor de Marguerite III de Flandes, al Château de Germolles, fets per Jean de Beaumetz i el seu taller, des del 1389.